# Nokia E52
Nokia E52 — смартфон компанії Nokia, з операційною системою Symbian OS v9.3 та роздільчою здатністю екрану 240x320. Доступний у чорному, чорному алюмінієвому, металевому сірому, білому алюмінієвому та золотих кольорах.